# Nairobi-massakren 2013
Nairobi-massakren var et skud- og gidseldrama, der fandt sted i Westgate indkøbscentret i Kenyas hovedstad Nairobi. Lørdag den 21. september 2013 ca. kl. 12 lokal tid trængte 10-15 uidentificerede, bevæbnede mænd ind i indkøbscentret og skød og dræbte 61 mennesker og sårede mindst 200. Den islamiske, militante gruppe Al-Shabaab påtog sig ansvaret for massakren, hvor der i de efterfølgende dage blev holdt mange gidsler.
Søndag den 22. september om aftenen forlød det, at soldater ville storme indkøbscentret, hvor terroristerne havde forskanset sig. På tredjedagen - mandag den 23. september - hævdede sikkerhedsstyrker, at de havde kontrol med alle etagerne i indkøbscentret, men det forlød samtidig, at der fortsat var ildkampe mellem styrkerne og terroristerne. Kl. 06.30 lokal tid tirsdag morgen lød der en eksplosion ved centret, og der kom røg ud fra bygningen. På trods af at myndighederne om søndagen oplyste, at de fleste gidsler var reddet, var det først på tirsdagen den 24. september fortsat usikkert, om der var gidsler i centret. Tre gidseltagere blev dræbt i kampe mandag, og ti blev anholdt. 11 kenyanske soldater blev såret.
Tirsdag aften den 24. september bekræftede Kenyas præsident, Uhuru Kenyatta, på et pressemøde, at gidseldramaet var slut. Ifølge terroristerne var angrebet gengæld for, at Kenya havde soldater med i en afrikansk styrke, som bekæmpede al-Shabaab i Somalia.
Mandag den 30. september 2013 - en uge efter at gidseldramaet var slut - oplyste International Røde Kors, at mindst 39 personer stadig var savnet, og at kenyanske og udenlandske nødhjælpsarbejdere fortsatte med at undersøge ruinerne i indkøbscentret. Dele af centrets tag styrtede sammen som følge af de kraftige eksplosioner, der fandt sted, da kenyanske soldater nedkæmpede gidseltagerne. Myndighederne forventede derfor at finde flere af de savnede under tagresterne.
Flere udlændinge var blandt de dræbte. Pr. 30. september 2013 oplystes det, at der var tale om seks briter, to canadiere, to franskmænd, to indere, en kineser, en hollænder, en sydafrikaner og en sydkoreansk statsborger.